# Unité urbaine d'Amiens
L'unité urbaine d'Amiens est une unité urbaine française centrée sur Amiens, préfecture et ville principale du département de la Somme en région Hauts-de-France.
Elle fait partie de la catégorie des grandes agglomérations urbaines de la France, c'est-à-dire ayant plus de 100 000 habitants.

## Données générales
Dans le zonage réalisé par l'Insee en 2010, l'unité urbaine était composée de onze communes.
Dans le nouveau zonage réalisé en 2020, elle est composée des onze mêmes communes.
En 2022, avec 165 398 habitants, elle représente la 1re unité urbaine du département de la Somme et occupe le 5e rang dans la région Hauts-de-France.
En 2022, sa densité de population s'élève à 1 205 hab/km2. Par sa superficie, elle ne représente que 2,23 % du territoire départemental mais, par sa population, elle regroupe 29,25 % de la population du département de la Somme.

Agglomérations de plus de 100000 habitants en France en 2022.

## Composition 2020 de l'unité urbaine
Elle est composée des onze communes suivantes :
| Nom                   | Code Insee | Département | Statut       | Superficie (km2) | Population (dernière pop. légale) | Densité (hab./km2) | Modifier                                    |
| --------------------- | ---------- | ----------- | ------------ | ---------------- | --------------------------------- | ------------------ | ------------------------------------------- |
| Amiens (ville-centre) | 80021      | Somme       | ville-centre | 49,76            | 134 780 (2022)                    | 2 709              | modifier les données · modifier les données |
| Boves                 | 80131      | Somme       | banlieue     | 25,37            | 3 273 (2022)                      | 129                | modifier les données · modifier les données |
| Cagny                 | 80160      | Somme       | banlieue     | 5,29             | 1 198 (2022)                      | 226                | modifier les données · modifier les données |
| Camon                 | 80164      | Somme       | banlieue     | 12,90            | 4 387 (2022)                      | 340                | modifier les données · modifier les données |
| Dreuil-lès-Amiens     | 80256      | Somme       | banlieue     | 3,18             | 1 582 (2022)                      | 497                | modifier les données · modifier les données |
| Dury                  | 80261      | Somme       | banlieue     | 10,99            | 1 448 (2022)                      | 132                | modifier les données · modifier les données |
| Longueau              | 80489      | Somme       | banlieue     | 3,42             | 5 726 (2022)                      | 1 674              | modifier les données · modifier les données |
| Pont-de-Metz          | 80632      | Somme       | banlieue     | 7,69             | 2 440 (2022)                      | 317                | modifier les données · modifier les données |
| Rivery                | 80674      | Somme       | banlieue     | 6,37             | 3 609 (2022)                      | 567                | modifier les données · modifier les données |
| Saleux                | 80724      | Somme       | banlieue     | 8,02             | 2 767 (2022)                      | 345                | modifier les données · modifier les données |
| Salouël               | 80725      | Somme       | banlieue     | 4,28             | 4 188 (2022)                      | 979                | modifier les données · modifier les données |

## Évolution démographique
| 1968    | 1975    | 1982    | 1990    | 1999    | 2006    | 2011    | 2016    | 2022    |
| ------- | ------- | ------- | ------- | ------- | ------- | ------- | ------- | ------- |
| 139 310 | 156 340 | 157 644 | 159 084 | 163 601 | 163 960 | 162 698 | 163 876 | 165 398 |

#### Données générales
- Unité urbaine en France
- Aire d'attraction d'une ville
- Liste des unités urbaines de France

#### Données démographiques en rapport avec l'unité urbaine d'Amiens
- Aire d'attraction d'Amiens
- Arrondissement d'Amiens

#### Données démographiques en rapport avec la Somme
- Démographie de la Somme